# Elementatio theologica
L'Elementatio theologica (Στοιχείωσις θεολογική) è un'opera di filosofia neoplatonica scritta da Proclo (c. 412-485). Concepita come una sintesi sistematica della metafisica neoplatonica, nel corso dei secoli fu sovente utilizzata come un'introduzione generale a tale filosofia.
Durante il Medioevo esercitò una grande influenza, specialmente nel IX secolo con la traduzione araba Kitāb al-Īḍāḥ fī al-khayr al-maḥḍ ("Il libro sulla spiegazione del bene puro"), tradotta in latino nel XII secolo da Gerardo da Cremona col titolo di Liber de causis, che per lungo tempo era stata falsamente attribuita ad Aristotele. Nel 1268 l'opera di Proclo fu tradotta dal greco in latino da Guglielmo di Moerbeke, col titolo di Elementatio theologica (Elementi di teologia). San Tommaso d'Aquino comprese che il Liber de causis non poteva essere ascritto ad Aristotele e che doveva invece essere uno scritto di Proclo come parte dell'Elementatio theologica.

## Contenuto
L'opera è un compendio di 211 proposizioni che presenta una concisa sistematizzazione della filosofia neoplatonica, senza alcun tentativo di innovazione radicale. Proclo adottò il termine "teologia" per indicare lo studio dei principi primi di tutte le cose. Le proposizioni possono essere suddivise in due parti: la prima parte stabilisce l'unità del molteplice nell'Uno, la causalità, la partecipazione, la Scala naturae, la processione degli enti dall'Uno, l'infinità e l'eternità; la seconda parte descrive le monadi, le intelligenze e le anime.

## Diffusione
Esistono traduzioni del testo arabo Kitāb al-Īḍāḥ fī al-khayr al-maḥḍ anche in armeno e in ebraico. Parti dell'Elementatio theologica erano note nella filosofia aristotelica medievale grazie alle traduzioni arabe delle opere di Alessandro di Afrodisia.
Nel mondo bizantino, gli Elementi di Teologia furono studiati nell'XI secolo da Michele Psello e tradotti in georgiano dalla sua allieva Ioane Petritsi, che redasse anche un commento dell'opera. Una confutazione cristiana del testo fu scritta nel XII secolo dal vescovo Nicola di Metone.
Tuttavia, il maggior influsso derivò dal Liber de Causis che secondo i medievali era una sorta di appendice alla Metafisica di Aristotele, e che, in quanto tale, apparteneva a pieno diritto al curricolo universitario del XIII secolo. Ciò ebbe fine quando Tommaso d'Aquino, con l'aiuto della traduzione di Moerbeke, riuscì a dimostrare che l'opera non era di Aristotele, ma era in realtà basata sul lavoro di Proclo.
Le traduzioni latine delle opere di Proclo da parte di Guglielmo di Moerbeke furono pressoché ignorate durante il Medioevo, sebbene nel XIV secolo Bertoldo di Moosburg avesse redatto un commento latino del testo. Il Liber de Causis era ancora in uso al tempo di Dante (c. 1265-1321), il quale probabilmente vi attinse le idee neoplatoniche presenti nella sua Divina Commedia.